# Gilbert Heathcote
Gilbert Heathcote (1779-22 de abril de 1831) fue un oficial de la Marina Real que sirvió durante la Revolución francesa y guerras napoleónicas.
Heathcote nació de la nobleza en 1779, fue el hijo menor de un barón. Él y un hermano entraron en la marina. Gilbert alcanzó un rango de oficial durante la Revolución Francesa. Fue ascendido a su primer mando a principios de las guerras napoleónicas, pero su barco naufragó en una tormenta. Su navío sobrevivió en gran parte intacto. Sin embargo, mandó a varios barcos más, alcanzando el rango de Capitán durante un período de su servicio en las Indias Orientales, antes de que su salud lo obligara a regresar a Gran Bretaña. Llevó a cabo una tarea final del servicio activo en los últimos años de las guerras napoleónicas en el mando de una fragata, antes de retirarse a tierra, y morir en 1831.

## Familia y primeros años
Heathcote nació en 1779, el hijo menor del William Heathcote, 3.er Baronet y su esposa, Frances. William Heathcote fue miembro del parlamento de Hampshire entre 1790 y 1806, y tuvo su asiento en ese condado. El hermano mayor de Gilbert, Henry, el cuarto hijo de Sir William, era también un oficial de la marina, y se elevaría al rango de Almirante. Gilbert Heathcote se unió a la marina y después de algunos años de servicio, fue ascendido a teniente el 10 de diciembre de 1799. Luego tuvo una mayor promoción a Comandante que llegó el 29 de abril de 1802, y en 1803 fue designado para comandar la 14-gun bergantín HMS Suffisante, tomando el relevo del Comandante Christopher Nesham.  Suffisante  equipado en Plymouth entre julio y septiembre de 1803, después la llevó a Heathcote mar. Su primer mandato duró poco,  Suffisante  fue capturado en un fuerte temporal, y naufragó en la isla Spike, Queenstown, el 25 de diciembre de 1803. Heathcote se sometió a un consejo de guerra por la pérdida, por lo que fue reprendido pero no castigado fuertemente.

## Otros comandos
La carrera de Heathcote no parece que se haya visto afectada por la pérdida del  Suffisante , y en septiembre de 1804 estaba al mando del HMS Cyclops, el guardship en Lymington. La dejó en enero de 1805 y parece haber estado sin barco hasta que emprendió un período de servicio en las Indias Orientales. Fue ascendido a capitán de navío el 25 de septiembre de 1806 y le sucedió en el mando de la 38-gun HMS Sir Edward Hughes, reemplazando al Comandante Hood Hanway Christian, quien le fue encargado en 1805. La salud de Heathcote parece haberse roto cuando salía de Sir Edward Hughes a finales de septiembre para volver a Gran Bretaña, y fue reportado por el Registro Anual asiático "regresar a Europa para beneficio de su salud." El Comandante Edward Ratsey, antes del 18-gun bergantín HMS Harrier, fue nombrado para reemplazar Heathcote.
La salud de Heathcote había mejorado en 1813 para permitir su regreso al servicio activo con el comando de la nueva construcción-36-gun HMS Scamander, que se hizo cargo en octubre de ese año. Heathcote fue asignado al servicio en el Canal Inglés, y estuvo al mando, hasta mediados de 1815, cuando el comando pasó al capitán John Lewis. Heathcote no parece haber tenido ningún servicio activo más allá. Se casó con Ann Lyell en Southampton el 23 de marzo de 1809, e hizo su retrato pintado por William Owen. Él murió, todavía en el rango de capitán, el 22 de abril de 1831.

## Citas
1. 1 2 3  Marshall. Royal Naval Biography. p. 165.
2. ↑  O'Byrne. A Naval Biographical Dictionary. p. 490.
3. 1 2 3  Syrett & DiNardo (ed.). The Commissioned Sea Officers of the Royal Navy. p. 212.
4. 1 2  Winfield. British Warships of the Age of Sail 1793–1817. p. 269.
5. ↑  «Portrait of Captain Gilbert Heathcote». Archivado desde el original el 26 de agosto de 2014. Consultado el 21 de agosto de 2014.
6. ↑  Winfield. British Warships of the Age of Sail 1793–1817. p. 205.
7. ↑  Winfield. British Warships of the Age of Sail 1793–1817. p. 161.
8. 1 2  The Asiatic Annual Register. p. 205.
9. 1 2  Winfield. British Warships of the Age of Sail 1793–1817. p. 170.
10. ↑  Winfield. British Warships of the Age of Sail 1793–1817. p. 20.